# Freijo (Lugo)
Freijo (llamada oficialmente San Silvestre de Freixo) es una parroquia y una aldea española del municipio de Samos, en la provincia de Lugo, Galicia.

## Organización territorial
La parroquia está formada por cuatro entidades de población:

### Entidades de población
Entidades de población que forman parte de la parroquia:
- Balsa
- Couso
- Freixo

### Despoblado
Despoblado que forma parte de la parroquia:
- Escanlar

## Demografía

### Parroquia
| Gráfica de evolución demográfica de Freijo (parroquia) entre 2000 y 2021 |
|                                                                          |
| Datos según el nomenclátor publicado por el INE.                         |

### Aldea
| Gráfica de evolución demográfica de Freixo (aldea) entre 2000 y 2021 |
|                                                                      |
| Datos según el nomenclátor publicado por el INE.                     |